# Chirilagua
 (février 2022).
Si vous disposez d'ouvrages ou d'articles de référence ou si vous connaissez des sites web de qualité traitant du thème abordé ici, merci de compléter l'article en donnant les références utiles à sa vérifiabilité et en les liant à la section « Notes et références ».
Chirilagua est une municipalité du département de San Miguel au Salvador. 
Elle est située à la fois au sud de San Miguel et de son département.
La ville-centre de Chirilagua est située sur un plateau qui s'élève entre 284 et 750 mètres. En contrebas de ce plateau s'étire le long de l'océan une basse plaine maritime quasi délaissée où les activités humaines y sont peu présentes.
C'est la seule municipalité du département de San Miguel à disposer d'une ouverture sur l'océan Pacifique  étant située à l'ouest du golfe de Fonseca et à l'est de la baie de Jiquilisco.